# Modélisme automobile
 (novembre 2020).
Si vous disposez d'ouvrages ou d'articles de référence ou si vous connaissez des sites web de qualité traitant du thème abordé ici, merci de compléter l'article en donnant les références utiles à sa vérifiabilité et en les liant à la section « Notes et références ».
Le modélisme automobile (ou automodélisme) est l'activité de modélisme qui s'intéresse à la reproduction de modèles d'automobiles.

## Description
L'activité des amateurs se sépare assez nettement dans des catégories proches mais disjointes.

### Les modèles statiques

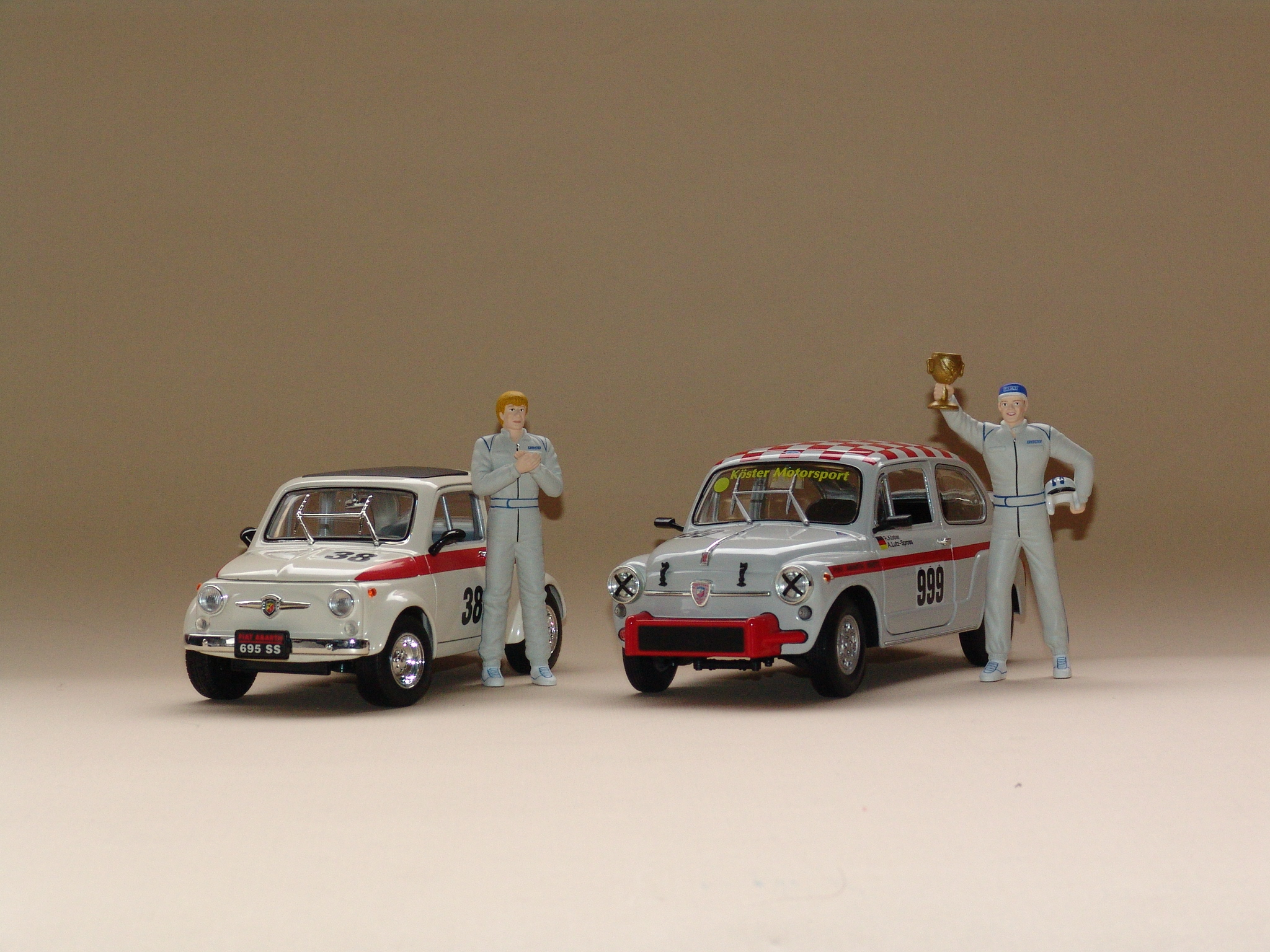
Fiat 500 et Fiat 600 à l'échelle 1/18 avec des figurines.

Voitures de taille variable, appelées souvent autos miniatures où la qualité de reproduction va du style jouet à de véritables maquettes dont le rendu visuel se veut des plus réaliste, pouvant comporter des parties mobiles ou articulées comme les portières ou le coffre. Ces maquettes peuvent être mises en situation en étant incorporées dans des dioramas.
Ponctuellement, on rencontre des rapprochements entre les modélistes automobiles et les amateurs de modèles militaires qui font parfois une intense utilisation des modèles automobiles pour des expositions statiques de situations.
Pratiquement tous les types de véhicules sont représentés. On trouve principalement des modèles tout montés en métal injecté destiné aux collectionneurs ou des maquettes à monter en plastique injecté.

### Les modèles dynamiques

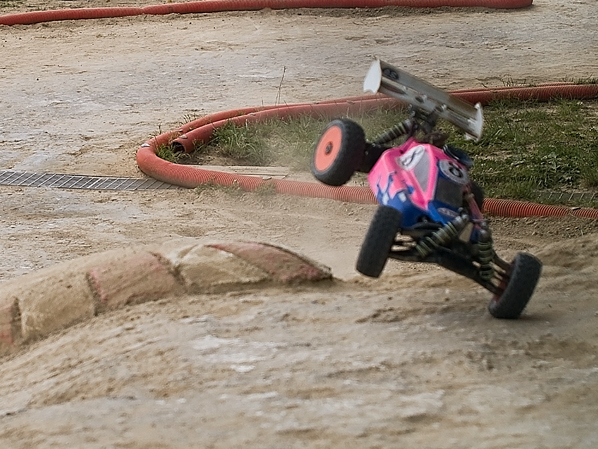
Un buggy de course TT 1/8 4x4.

Les voitures sont équipées de moteurs électriques ou thermiques. Ce même moteur transmet un effort mécanique de rotation aux roues avant (traction), aux roues arrière (propulsion) ou aux deux trains roulants (4x4) par l'intermédiaire de courroies, de cardans ou de pignons.  Les qualités mécaniques et dynamiques de ces modèles réduits sont ici recherchées suivant leurs usages. L'intérêt soit de la performance sur circuit, soit du réalisme dynamique motive les pratiquants.  Tous les modèles permettent d'animer des courses (championnats nationaux ou internationaux, amicales) ou des démonstrations.
Aujourd'hui le plus souvent radiocommandées, il existe aussi des véhicules guidés sur un circuit routier électrique (cf. slot racing) et de modèles circulaires.

#### Radiocommandés R/C

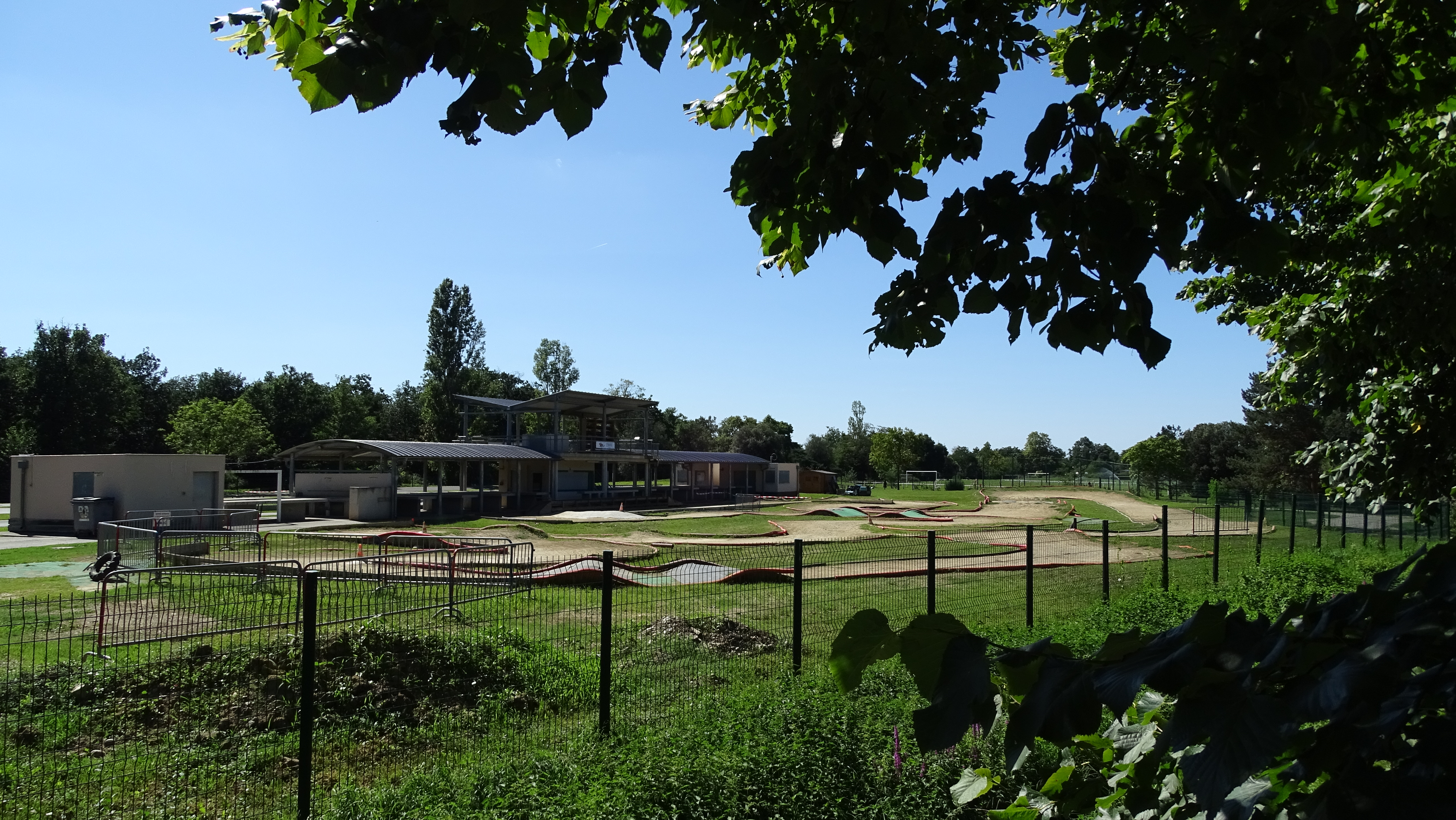
Circuit de modélisme automobile radiocommandé de la base de loisirs de la Ramée côté tout terrain.

Les voitures de piste (les dragster) sur circuit goudronné en extérieur ou sur moquette en intérieur, rapides et avec une tenue de route excellente surtout dans les salles (pneus mousses ou caoutchoucs).
Les voitures de drift possèdent un châssis piste 4x4 ou RWD (propulsion), des différentiels rigides et pneus en plastique ABS. leurs tenue de route est quasiment nulle, le but étant de faire des dérapages contrôlés fluides avec beaucoup d'angle pour marquer des points. se pratique sur bitume, béton ciré ou revêtement de gymnase.
Les voitures tout-terrain et particulièrement les buggys, utilisés en compétition sur piste en terre avec petits amortisseurs et pneus divers, organisé par la Fédération Européenne de radio-modélisme automobile On distingue 3 échelles différentes en tout-terrain : 1/10 1/8 1/5. Il y a également deux types de motricité possible le 4x4 (4 roues motrices) ainsi que le 4x2 (2 roues motrices, propulsion ou traction)..
Les Monster Trucks, qui sont beaucoup utilisés en trial car ils bénéficient d'une garde au sol très importante et de roues de très grand diamètre, en passe d'être remplacés par les Scale ou Crawler qui possèdent en plus des roues lestées et des croisements de ponts pouvant aller jusqu'à 90° entre l'essieu avant et arrière.

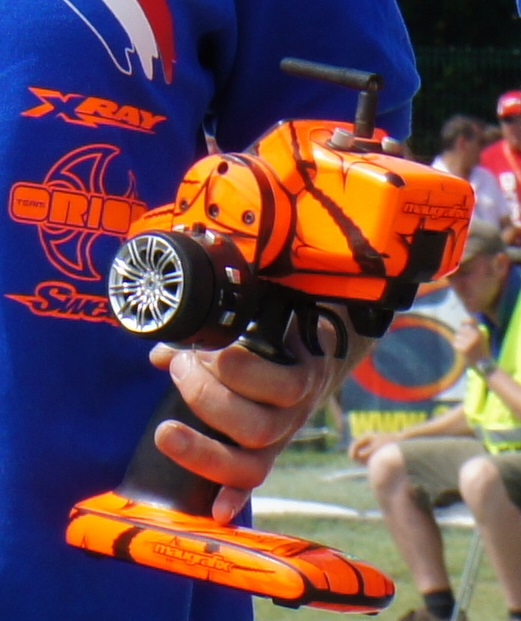
Télécommande de radio commande.

Les Truggy, composés d'un châssis de Buggy et d'une carrosserie de Truck.
Les voitures de Mini-Z à l'échelle 1/28 possèdent des châssis rigides et des pneus mousse, elles sont très rapides et demandent de bons réflexes aux pilotes. elles évoluent sur des circuits en mousse très plat.
Les motos, les quads et les motoneiges, encore rares, commencent à se faire remarquer dans le monde du jouet. Les motos se répandent aussi de plus en plus en compétition.
Les camions radiocommandés relativement peu utilisés en France mais assez répandus en Allemagne à l'échelle 1/14e.

#### Circuit routier électrique
Le principe est de faire rouler des véhicules miniatures munis d'un moteur électrique sur une piste qui sert à la fois au roulement, au guidage et à l'alimentation électrique.

#### Modèles circulaires
Le principe consiste à faire évoluer un modèle réduit de voiture sur une piste circulaire : le modèle est rattaché par un câble métallique à un poteau central qui relève la vitesse atteinte par le véhicule. Les participants cherchent à atteindre la vitesse la plus élevée (plus de 300 km/h pour certaines catégories) ; les cylindrées sont étonnamment petites et les réglages extrêmement précis et minutieux.

## Dimensions normalisées

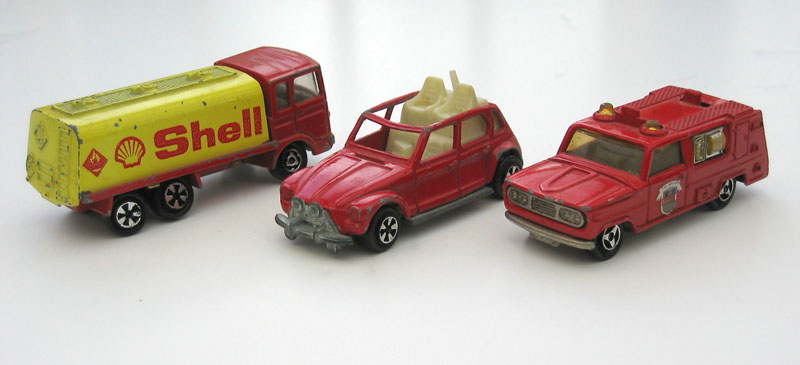
Ensemble de miniatures de Majorette.

Un grand nombre d'échelles de reproduction sont utilisées par les marques, avec toutefois une sorte de normalisation de fait selon les usages :
- Rapport 1/4 - Rare, échelle qui est de moins en moins utilisée sur piste car plus lourd et moins performant que le 1/5e.
- Rapport 1/5 - Échelle assez répandue pour le radio-modélisme sur piste, équipé pour la plupart de moteur 23 cm3 deux temps, ayant en moyenne un poids d'environ 6 kg, pouvant aller jusqu'à 100 km/h. Échelle de "pro", très utilisée chez les constructeurs automobiles (les "vrais") pour faire des maquettes de style par exemple.
- Rapport 1/6 - Échelle assez répandue pour le tout-terrain, voiture équipée de moteur entre 23 cm3 et 29 cm3 deux temps.
- Rapport 1/7 - Rare, utilisé surtout en statique.
- Rapport 1/8 - Très utilisé en piste et tout-terrain radiocommandé, modèle pouvant aller jusqu'à 120 km/h pour les modèles de compétitions sur pistes. Motorisation quasi exclusivement thermique, cylindrée de 3,5 cm3 à 4,6 cm3, deux temps, fonctionnant au mélange méthanol/nitrométhane.
- Rapport 1/9  - Rare, un modèle commercialisé pour rally game.
- Rapport 1/10 - Une formule très courante en loisirs, modèles pouvant aller jusqu'à 120 km/h pour les modèles de compétitions sur piste. Motorisation thermique de cylindrées allant de 2,11 cm3 à 2,62 cm3 (catégorie fédérale), ou électrique (batterie Lipo et moteur brushless).
- Rapport 1/12 - Catégorie surtout en piste électrique, deux roues motrices en propulsion, qui est renaissante.
- Rapport 1/14 et 1/16 - On y retrouve les pelleteuses, les bulldozers et les camions radiocommandés. Depuis quelque temps, certaines marques, comme la japonaise Kyosho, proposent des modèles de voitures radiocommandées à cette échelle, et essaient de promouvoir les compétitions réservées à cette catégorie.
- Rapport 1/18 - Très utilisé pour des modèles statiques en métal moulé (par exemple par Solido), cette échelle revient à la mode depuis quelques années en radiocommandé.
- Rapport 1/24 - Utilisé notamment pour les reproductions en maquette plastique. Mais aussi pour les MiniZ, Iwaver, les Xmod radiocommandées et sur le Circuit 24 ou le Scalextric.
- Rapport 1/25 - Utilisé notamment pour les reproductions en maquette plastique de véhicule américain (Corvette C6-R de chez Revell par exemple).
- Rapport 1/30 ou 1/32 - Utilisé sur des circuits routiers électriques.
- Rapport 1/43 - Échelle standard des autos miniatures statiques Dinky Toys, Norev, mais aussi radiocommandées (dnano) et de circuit routier électrique.
- Rapport 1/50 - Utilisé pour les dérivés de véhicules au 1/43 comme les camions, fourgons...
- Rapport 1/64 - Très popularisé par Majorette. Cette échelle est également utilisée par toute une gamme de véhicules de circuits routiers électriques récents, appelé HO-Slot bien que n'ayant pas de rapport direct avec l'échelle HO. De nombreux fabricants de jouets utilisent l'échelle 3 inches, plus ou moins proche du 1/64 mais adapté aux dimensions d'un emballage standardisé.
- Rapport 1/72 - Plutôt réservée aux maquettes plastiques à assembler, généralement militaire.
- Rapport 1/87 - Correspondant à l'échelle ferroviaire HO pour compléter les réseaux de modélisme ferroviaire.

## Revues
Statique :
- Auto-Modélisme Magazine
- Tamiya Model Magazine International
- Minauto mag'
- Passion 43e
- Mini-autos (version papier arrêtée, devenu site web mini-autos.fr)

Dynamique :
- RC Racing Car (disparu)
- RC Power Modélisme (fusionné à RC Racing Car en 2009)  (disparu)
- Auto8 (disparu)
- Buggy Magazine (disparu)
- Auto RCM (disparu)

## Principales marques de fabricants de modèles

### Marques en activité
| - Abrex (diecast) - Agama (maquette) - AutoArt (diecast) - Avio & Tiger (RC) - Associated (RC) - Bburago (diecast) - Biante (diecast) - Bos Models (diecast) - Britains (diecast) - Brooklin (diecast) - Cararama - Cen - Corally - Corgi toys (diecast) - DLD Racing - Durango - Elcon model - ERTL (diecast) - FG Modellsport - Futaba (RC) - Graupner - Greenlight (diecast) - GT Spirit - Guiloy (diecast) - H.A.R.M - Hobao - Hobby Tech - HongNor - Hongwell - Hot Wheels (diecast) | - Hirobo (RC) - Hpi Racing - Ixo - JQ Products - KK Scale (diecast) - KM Racing - KO Propos - Kyosho (RC et diecast) - Laudoracing-models (diecast) - Lauterbacher - Léopard - Losi - LRP - Maisto - Majorette (diecast) - Max Speed Technology - Minichamps (diecast) - Modelcargo - Mondo (diecast) - Motonica - Motorart - M.P.C (maquette - Mugen Seiki - New Era - New Ray - Nikko - Norev (diecast) - Odéon (diecast) - Ofna - O.S. | - OttOmobile (diecast) - Oxford (diecast) - Radline - Rastar - Revell (maquette) - Ricko - Rio - Robitronic - Schuco (diecast) - Schumacher - Seben racing - Serpent - Solido (diecast) - Spark - SunStar - T2m (RC) - Tamiya (RC et maquette) - Team CRC - Team Losi - Team Magic - Tekno (diecast) - Thunder Tiger (RC) - Tomica (diecast) - Traxxas (RC) - Vanguards (diecast) - Vitesse (diecast) - Xray (RC) - Yankee (RC) - Yokomo (RC) |

### Marques ayant cessé leur activité
Ces sociétés sont restées célèbres et ont marqué deux ou trois générations d'amateurs et d'enfants pour leur production de modèles statiques ou pouvant être roulées à la main.
| - Aluminum Model Toys, A.M.T (maquette) - Anguplas (plastique moulé) - Aurora (maquette) - Autajon & Roustan, AR (diecast) - Benbros (diecast) - Blitz Model Tecnica, B.M.T. (RC) - Compagnie industrielle du jouet, CIJ (activité cependant reprise par Norev) (diecast) - Crescent Toys (diecast) - Dinky Toys (diecast) - France Jouets, FJ (tôle, diecast) - Gama (reprise par Schuco en 1994) (diecast) - Gasquy Toy (diecast) - Gate (diecast) | - Jo-Han (maquette) - Jouet de Paris, JEP, JDEP (tôle, diecast) - Jouets Citroën (tôle, diecast) - JRD (diecast) - Laro (RC) - Lesney-Matchbox (diecast) - Mercury (diecast) - Mira (diecast) - Monogram (maquette) - Parsec (RC) - Polistil (diecast) | - Progetto K (diecast) - RAMI, Rétrospectives Automobiles Miniatures (diecast) - Record (diecast) - Rex Toys (diecast) - Sablon (diecast) - Schabak (diecast) - SG Racing car (RC) - Spot-On (diecast) - TootsieToys (diecast) - UT Models (diecast) - Verem (diecast) |